# Metalimnion

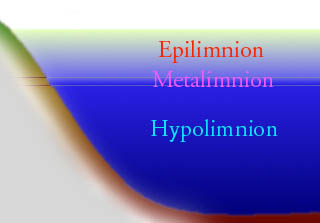
Gliederung des Sees aufgrund abiotischer Faktoren

Das Metalimnion (Metalimnial), auch Sprungschicht genannt, ist die Übergangs-Wasserschicht in einem geschichteten stehenden Gewässer. Das Metalimnion bildet den Übergang zwischen der oberen Wasserschicht, dem Epilimnion und der unteren, dem Hypolimnion. 

## Beschreibung
Das Metalimnion wird auch als Sprungschicht bezeichnet, da die Wassertemperatur im Metalimnion durchschnittlich mit mehr als einem Grad Celsius pro Meter Wassertiefe stärker absinkt als im Epi- und Hypolimnion. Bei genaueren Messungen wurde in den Metalimnien aller untersuchten Seen eine komplexe Feinstruktur gefunden. Starke Temperatursprünge (Thermoklinen) innerhalb weniger Zentimeter wechseln sich ab mit relativ homogenen Schichten. Diese Verhältnisse sind zum Teil die Folge komplexer Strömungen und interner Durchmischungsvorgänge als Reaktion auf die Strömungen und Wellen im Epilimnion. Meistens aber handelt es sich um die Hinterlassenschaften unterschiedlich tief ins Metalimnion eingreifender Mischungsereignisse des Epilimnions, nach denen sich darüberliegend wieder neuerlich eine erwärmte Schichtung aufgebaut hat.
In den meisten kleineren Seen reicht das Metalimnion bis zum Seeboden, weil zur Ausbildung eines homogenen Hypolimnions die Tiefe nicht reicht. Die bodennahen Schichten des Metalimnions übernehmen dann ökologisch die Rolle des Hypolimnions. Solche Seen werden auch gelegentlich als metalimnische Seen charakterisiert.
Zur Entstehung von Wasserschichten kommt es aufgrund der Dichteanomalie des Wassers.